# 2020年東京オリンピックのチュニジア選手団
2020年東京オリンピックのチュニジア選手団は、2021年7月23日から8月8日まで日本の東京で開催された2020年東京オリンピックのチュニジアの選手団。

## メダル
| メダル | 選手名                         | 競技       | 種目           | 日付    |
| ------ | ------------------------------ | ---------- | -------------- | ------- |
| 金     | アフメド・ハフナウイ           | 競泳       | 男子400m自由形 | 7月25日 |
| 銀     | モハメド・ハリル・ジャンドゥビ | テコンドー | 男子58kg級     | 7月24日 |